# Onthophagus kchatriya
Onthophagus kchatriya là một loài bọ cánh cứng trong họ Bọ hung (Scarabaeidae).